# خوسيه مانويل كروز أوروزكو
خوسيه مانويل كروز أوروزكو (بالإسبانية: José Manuel Cruz Orozco)‏ (10 أغسطس 1988 بقرطبة في إسبانيا - ) هو لاعب كرة قدم إسباني في مركز الدفاع. لعب مع ريال خاين وريال مدريد ج ونادي ألميريا ب وYuen Long FC ‏ وLucena CF ‏.

## وصلات خارجية
- خوسيه مانويل كروز أوروزكو على موقع قاعدة بيانات كرة القدم.إي يو (الإنجليزية)
- خوسيه مانويل كروز أوروزكو على موقع Soccerway.com (الإنجليزية)
- خوسيه مانويل كروز أوروزكو على موقع AS.com (الإسبانية)